# Тимур и его команда (балет)
«Тимур и его команда» — балет в 4 действиях, 6 картинах по одноименной повести А. Гайдара.

## История
Балет был поставлен в 1956 году на сцене Горьковского театра оперы и балета им. А.С Пушкина
Музыку написал А. Нестеров. Либретто Ю. Волчек. Балетмейстеры Г. И. Язвинский, О. М. Дадишкилиани.

## Действующие лица
- Полковник Александров
- Ольга (его дочь)
- Женя (его дочь)
- Георгий Гараев (инженер)
- Тима, Тимур Гараев (его племянник)
- Коля Колокольчиков
- Гейка (тимуровец)
- Сима Симаков (тимуровец)
- Таня (тимуровец)
- Мишка Квакин
- Петька Пятаков — Фигура
- Туз
- Алешка Бритоголовый
- Доктор Колокольчиков
- Молочница[4]

## Либретто
Утро на даче полковника Александрова. Полковнику нужно срочно ехать в часть, он просит старшую дочь Ольгу присматривать за младшей Женей. В их двор пробираются Мишка Квакин, Фигура и Туз. Они прячут мешок с украденными голубями и петухом. Инженер Гараев и группа молодёжи приходят к Ольге и зовут её играть в теннис. Женя остается одна и гуляет по двору. Нечаянно она задевает верёвку, которая протянута из окна на чердаке в сарае, и слышит звон. Во дворе появляется группа ребят, с которыми Женя начинает сражаться, думая, что это хулиганы. Появляется Тимур, прерывает их борьбу и объясняет Жене, кто такие тимуровцы. Женя хочет, чтобы её приняли в отряд, чтобы помогать другим.
Вечером в палисадник выходят доктор Колокольчиков и его внук Коля. Напротив их дома живёт соседка-молочница. Когда все уходят, по опустевшей улице идёт Женя и проверяет, всё ли в порядке. Она слышит шум, прячется и видит, что появились квакинцы, которые располагаются у стога сена и едят яблоки, украденные у молочницы. Кто-то из них закуривает, и загорается сено. Квакинцы убегают, а Женя сигнализирует о происшествии. Появляются тимуровцы, они тушат пожар, наводят порядок и наполняют водой бочку. Тимур видит, что Коля Колокольчиков отсутствует, и решает разбудить его. Тимур использует длинный прут, чтобы через окно стащить одеяло с кровати, на которой может спать Коля, но его действия замечает доктор. Дети убегают, доктор стреляет в воздух из ружья. Прибегает старушка-молочница, и они вместе с доктором понимают, что кто-то навёл порядок во дворе.
Доктор Колокольчиков жалуется на Тимура, и Гараев строго разговаривает со своим племянником. Хулиганы устраивают засаду для Жени и Тимура и предлагают им ворованные яблоки. Ольга видит Женю и забирает её из неподходящей компании. Квакинцы окружают Тимура, но на помощь ему приходят тимуровцы. Тимур решает написать квакинцам и выдвинуть им ультиматум. Тимуровцы Гейка и Коля приходят к старой часовне и вручают Квакину ультиматум. Квакин в ответ на бумаге рисует кукиш. Хулиганы запирают Гейку и Колю в часовне, на помощь им приходят остальные тимуровцы. Начинается битва. Женя уводит домой Колю, который немного пострадал во время противостояния. Возвращается полковник Александров. Он замечает странное сборище ребят, которые рассказывают ему о случившемся.
Во время молодёжного карнавала Ольга видит Женю вместе с Тимуром. Старшая сестра очень недовольна этим, потому что считает его хулиганом. Доктор Колокольчиков защищает его, а Квакин признаётся во всем сделанном. Полковник одобряет дружбу Жени с Тимуром и советует Квакину тоже стать тимуровцем.